# ブラックゴースト (魚)

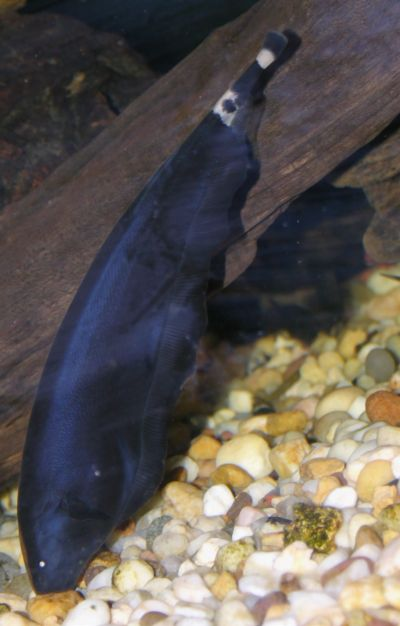
ブラックゴースト

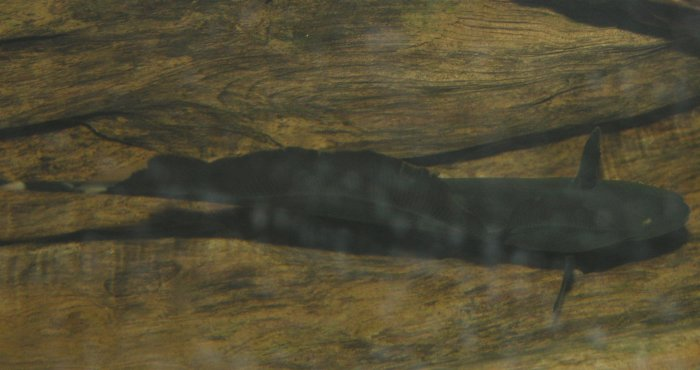
下側

ブラックゴーストナイフフィッシュ（Black Ghost Knifefish）は、デンキウナギ目アプテロノートゥス科に分類する古代魚。
南アメリカのペルー、パラグアイ、ベネズエラに分布。

## 形態
全長50cm、名前の通り真っ黒の体色と、尾鰭の付け根部分が長く、尾鰭と腹鰭が一体化している独特のフォルムを持つ。2つの白い帯状の模様が特徴。鼻の白い炎がある。ひれがひらひら動かすことからゴーストに見えるから由来になっている。

## 生態
流れのやや速い小川の砂ぞこにすみ、夜行性で、昼間は流木の影に身を隠す。目は小さく退化して見えないため体内の発電器官で発生させた弱い電気を、レーダーの役割で、障害物や餌の位置を感知する能力を持っている。デンキウナギのようにショック状態にするほど強力ではない。

## 人間との関係
熱帯魚で飼育されており、水族館でも飼育されている。一般的に流通しており、主に東南アジアで養殖された幼魚が輸入されているため、熱帯魚を扱っているペットショップなど見つけることは難しくない。神経質だが、環境に対する適応力は比較的高いため飼育しやすい。